# SteamWorld Dig
SteamWorld Dig est un jeu vidéo d'action-aventure développé et édité par Image & Form, sorti en 2013 sur Windows, Mac, Linux, Wii U, Nintendo Switch, PlayStation 4, Xbox One, Nintendo 3DS et PlayStation Vita. Le jeu sort également le 10 mars 2020 sur Google Stadia.
Il a pour suite SteamWorld Dig 2.

## Accueil
- IGN : 9,5/10[1]